# إنترناشيونال سوبر ستار سوكر 3
إنترناشيونال سوبر ستار سوكر 3 (بالإنجليزية: International Superstar Soccer 3)‏ ، هي لعبة إلكترونية أنتجها شركة كونامي عام 2003م.

## القوائم الرئيسية
- مباراة ودية (Friendly Match).
- طور المهمة (Mission Mode).
- كأس العالمية (International Cup).
- دوري الافتراضي (Custom League).
- طور دوري العالم (World League Mode).
- التدريب (Training).
- كاتالوج (Catalog).
- خيارات (Options).

## منتخبات وطنية
وفرت اللعبة نحو 58 منتخباً وطنياً وهي كالتالي:
| - إنجلترا - إسكتلندا - ويلز - نيجيريا - أيرلندا - البرتغال - إسبانيا - فرنسا - هولندا - بلجيكا - الدنمارك - ألمانيا - السويد - النمسا - إيطاليا - البرتغال - جمهورية التشيك - سلوفاكيا - المجر - رومانيا - سلوفينيا - كرواتيا - يوغوسلافيا - بلغاريا - اليونان - فنلندا - سويسرا - النرويج - أوكرانيا | - روسيا - تركيا - إسرائيل - السنغال - تونس - المغرب - نيجيريا - الكاميرون - جنوب إفريقيا - الولايات المتحدة - المكسيك - قالب:بيانات بلد جاميكا - ترينيداد وتوباغو - هندوراس - كوستاريكا - كولومبيا - بيرو - البرازيل - باراغواي - الأوروغواي - تشيلي - الأرجنتين - الإكوادور - اليابان - كوريا الجنوبية - الصين - إيران - السعودية - أستراليا |

كل النجوم
| - أساطير إنجلترا - أساطير هولندا - أساطير إيطاليا - أساطير ألمانيا - أساطير البرازيل - أساطير الأرجنتين - أساطير 90 (نجوم كأس العالم لكرة القدم) | - أساطير 94' - أساطير 98' - كل النجوم الأفريقية - كل النجوم الأوروبية - كل النجوم الأسيوية - كل النجوم الأمريكية - فريق غلاديوس (Gladius Team) |

## أندية أوروبية
ظهرت الأندية لأول مرة في سلسلة إنترناشيونال سوبر ستار سوكر، ولكن بأسماء وهمية وأندية تخيلية مقصودة، وهي كالتالي:
- بينان (Pennine).
- لومبارديا (Lombardia).
- سان أنتون (San Anton).
- فيستفالين (Westfalen).
- إيسار (Isar).
- ميدبورت (Midport).
- فاتيكان (Vatican).
- لندن (London)
- سيني (Seine).
- روهين (Rhein).
- بيوجولياس (Beaujolais).
- بيمونتي (Piemonte).
- كاتلونا (Cataluna).
- بيكاردي (Picardie).
- إبيريان (Iberian).
- سيبلس (Cibeles).